# Teresa Sánchez López
Teresa Sánchez (Sevilla, 1964) és una model andalusa, que va obtenir el títol de Miss Nacional en el certamen de Miss Espanya de 1984 i, com a representant d'Espanya, el de Primera Dama d'Honor en el concurs de bellesa internacional Miss Univers de 1985.

## Biografia
Es va preparar a l'Escola de Models i Promoció de la Moda de Rocío Martín, en Sevilla.

Triada, successivament, Miss Sevilla i Miss Andalusia Occidental en 1984.

Va participar en el certamen de Miss Espanya d'aquest mateix any, sent triada Miss Nacional, 

i on va destacar, segons els mitjans de comunicació, per la seva força expressiva.
En 1985, en representació d'Espanya, Teresa Sánchez va competir en el certamen de bellesa Miss Univers, que va estar a punt de guanyar, aconseguint el títol de Primera Dama d'Honor 

, la qual cosa va suposar el segon millor resultat d'una representant espanyola en aquest concurs.
Va ser, per a una gran part del públic i dels mitjans de comunicació, la màxima favorita a aconseguir, aquell any, el títol de Miss Univers

i en alguns fòrums la hi segueix considerant com una de les dones més belles que han participat en la història del certamen, especialment tenint en compte que en aquella època el concurs no admetia la cirurgia estètica.